# Slavia (vzduchovka)
Slavia je název řady vzduchových pušek vyráběných podnikem Česká zbrojovka v Uherském Brodě (ČZUB).

## Historie
Výrobu vzduchovek převzalo v roce 1954 ZPS Uherský Brod od národního podniku Amati Kraslice s tím, že jejich modely Stella 508, 512, 515, 518, 519, 522 a 523 vylepší a začnou prodávat pod názvem Slavia. Na zbraních se tedy od roku 1955 objevil nový název spolu s dříve přihlášenou ochrannou známkou "UB v hlavni" a tato kombinace byla v roce 1955 zaregistrována jako další ochranná známka pod číslem 152 134. Jméno Slavia se ukázalo být dobrou volbou a do budoucna se stalo synonymem kvalitních a současně cenově dostupných vzduchovek.

## Modely
Slavia 603
Ráže: 4,5 mm (.177)
Celková délka: 1 025 mm
Délka hlavně: 500 mm
Délka záměrné: 380 mm
Období výroby: 1956-1959
Počet vyrobených kusů: 26 178
Pod tímto označením se od poloviny 50. let 20. století skrývala mírně zdokonalená uherskobrodská vzduchovka model 803, jejíž výroba byla v ZPS Uherský Brod obnovena po převzetí produkce vzduchovek Stella z národního podniku Amati v Kraslicích s cílem nahradit nevyhovující kraslické modely 519, 522 a 523. Výroba začala na jaře 1956. S ohledem na technickou zaostalost vůči vzduchovce ZV4 vyráběné v Opočně bylo v létě 1958 rozhodnuto o rekonstrukci modelu Slavia 603, ze které vznikl nový model Slavia 620.
Slavia 608
Období výroby: 1955-1958, 1961-1962
Počet vyrobených kusů: 39 527
Vzduchovka měla charakter dětské hračky a vyráběna byla spíše nárazově.
Slavia 612
Ráže: 4,5 mm (.177)
Celková délka: 820 mm
Délka hlavně: 305 mm
Délka záměrné: 290 mm
Období výroby: 1955-1969
Počet vyrobených kusů: 170 349
Jednalo se o jednoduchou zalamovací dětskou vzduchovku s hladkým vývrtem. Puška vystřelovala s poměrně malou počáteční rychlostí, kvůli čemuž byla dost citlivá na kvalitu broku.
Málo známá je výhradně exportní verze této zbraně ráže 5,5 mm (některé ještě v ráži 4,5mm) s označením Slavia 614, pod nímž se začala část vzduchovek Slavia 612 vyvážet v roce 1965. Výroba tohoto provedení skončila v roce 1970, kdy Slavia 614 také poprvé a naposledy figuruje v souhrnných výkazech v počtu pouhých 300 kusů.
Slavia 615
Ráže: 4,5 mm (.177)
Celková délka: 867 mm
Délka hlavně: 355 mm
Délka záměrné: 290 mm
Období výroby: 1955-1958
Počet vyrobených kusů: 19 850
Další typ převzatý v Kraslic původně jako model Stella 515. Výroba neběžela nepřetržitě a následně byla nahrazena modelem Slavia 618.
Slavia 618
Ráže: 4,5 mm (.177)
Celková délka: 860 mm
Délka hlavně: 361 mm
Délka záměrné: 331 mm
Období výroby: 1955-1977
Počet vyrobených kusů: 1 610 360
Opět model zrekonstruovaný z řady Stella. Vyráběla se s hlavní s hladkým vývrtem i s drážkovanou hlavní (pro anglickou firmu Relum). Známý je i rozměrově shodný model s označením Slavia 617 R. Z hlediska objemu výroby představuje model Slavia 618 bezkonkurenčně nejúspěšnější uherskobrodskou vzduchovou pušku, neboť celkový počet zhotovených kusů výrazně převýšil magickou hranici 1,5 milionu kusů.
Zdokonalené tzv. luxusnější provedení modelu Slavia 618 s drážkovaným vývrtem hlavně se označovalo jako Slavia 619. Začala se vyrábět v roce 1959, avšak ve výkazech je zahrnuta pod počet kusů výchozí modelu Slavia 618.
Další puška vzniklá na základě modelu 618, od něhož se lišila především ráží 5,5 mm (.22) se jmenovala Slavia 622. Vyráběla se od roku 1959, avšak ve výkazech je opět zahrnuta pro model Slavia 618.
Slavia 620
Ráže: 4,5 mm (.177)
Celková délka: 1 090 mm
Délka hlavně: 485 mm
Délka záměrné: 460 mm
Období výroby: 1959-1975
Počet vyrobených kusů: 817 326

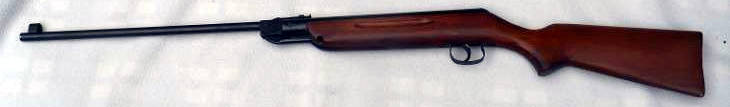
Vzduchovka Slavia 620, 4,5 mm, cca 7 J, bez pojistky

Tento model vznikl v roce 1959 sloučením opočenské vzduchovky Z II s uherskobrodským typem 603 (803). Výsledná vzduchovka Slavia 620, jejímž charakteristickým znakem byla radiální uzávěra vzduchového válce, se počínaje rokem 1960 měla stát jedním ze tří základních typů zúženého výrobního programu vzduchových pušek. Slavia 620 zůstala významnou součástí výrobního programu až do poloviny 70. let minulého století. Po roce 1971 měla výroba sestupnou tendenci, nikoliv ovšem z důvodů odbytových potíží, nýbrž proto, že osvědčenou, avšak přece jen poněkud zastaralou vzduchovku postupně nahrazoval nový model Slavia 630. 
Slavia 621
Málo rozšířená kratší a lehčí (1,65 kg oproti původním 2,55 kg) varianta modelu Slavia 620 určená pro mladší střelce dostala jméno Slavia 621. V souhrnných výkazech výroby se však samostatně neuváděla.
Slavia 624
Ráže: 4,5 mm (.177)/5,5 mm (.22)
Celková délka: 980 mm
Délka hlavně: 405 mm
Délka záměrné: 275 mm
Období výroby: oficiálně 1970-1975
Počet vyrobených kusů: oficiálně 23 900
Slavia 625
Ráže: 4,5 mm (.177) Celková délka: 955 mm Délka hlavně: 404 mm Délka záměrné: 373 mm Období výroby: 1998-200x.
Slavia 630 Standard
Slavia 631
Slavia 634